# Breda Šček
Breda Šček, znana tudi kot Frederika Šček in Breda Šček Orel, slovenska skladateljica, pevka, pianistka,  zborovodkinja, pedagoginja, * 20. avgust 1893, Trst, † 11. marec 1968, Ljubljana.
Starša Brede Šček sta bila Jožef Šček iz Gradišča pri Vipavi, po poklicu strojevodja in Vicencija Šček, roj. Kante, iz Velikega Dola pri Komnu. Družina je živela v Trstu (Rojan), kjer je Ščekova obiskovala osnovno šolo in glasbeno šolo Catolla od leta 1907. Ko se je družina leta 1908 preselila v Gorico, je tam že v dijaških letih igrala na orgle in vodila različne pevske sestave.

## Študijska leta in zaposlitve
V Gorici je študirala na učiteljišču in tri letnike obiskovala glasbeno šolo. Potem, ko je leta 1912 maturirala, je kot učiteljica službovala v Števerjanu, med 1913-1916 v Bukovici in Štandrežu pri Gorici, med 1916-24 v Škednju v Trstu. Hkrati je v Trstu študirala glasbo: klavir na konservatoriju (Adolf Skolek), solistično petje zasebno (prof. Tina Bendazzi-Garulli), kompozicijo (prof. Valdo Garulli). Po prvi svetovni vojni je leta 1924 v Trstu opravila izpit za poučevanje glasbe na srednjih šolah, na konservatoriju Tartini. Med 1924 in 1926 je službovala v Dolini pri Trstu, v letih 1926-1930 v Slivnem pri Nabrežini, nato pa v Materadi v Istri.
Ker je odklonila od oblasti zahtevano službeno premestitev na jug Italije, je leta 1930 dobila odpoved delovnega razmerja. Kljub temu je istega leta uspešno diplomirala iz solističnega petja (licenza normale in canto) na glasbenem liceju G. B. Martini v Bologni. Naslednja štiri leta je živela pri bratu Virgiliju v Avberju. Ker pod fašizmom kot zavedna Slovenka v šolstvu ni več dobila zaposlitve, je leta 1934, tako kot številni drugi Primorci, emigrirala v Jugoslavijo. V letih 1934-1940 je poučevala na osnovni šoli v Ločah in tam vodila pevska društva. Do upokojitve leta 1948 je delovala na osnovni šoli Vič v Ljubljani.

## Zasebno življenje
Njen mož Silvester Orel (1904-1974), je bil skladatelj in notograf.

## Glasbeno ustvarjanje
Ščekova je bila izjemno nadarjena in plodna skladateljska osebnost, njen opus obsega preko 600 skladb, ki so sicer povečini miniature, pa vendar harmonsko in tehnično dovršeni izdelki. Predvsem v šestih letih delovanja v Ločah je napisala in izdala veliko zbirk vokalne glasbe, tudi  samospevov (mdr. Raste, mi raste (1924), Čez Pohorje sinje (1935), Ljuba so ti, pomlad (1938)), zbirko Skladbe za klavir, samospevi in zbori, ter 19 zbirk cerkvenih pesmi. Dolga leta je veljala za izgubljeno njena edina večja orkestralna skladba, 5 stavčna Piccola suite per orchestra d'archi (1929-31), katere premiera je bila 31. junija 1931 na konservatoriju v Trstu.
Pokopana je v vasi Avber pri Tomaju na Krasu, kjer je pokopan tudi njen brat Virgilij, tamkajšnji župnijski upravitelj.